# Coenonympha amirica
Coenonympha amirica, Syn.: Lyela amirica, ist ein Schmetterling (Tagfalter) aus der Familie der Edelfalter (Nymphalidae), der in Afghanistan vorkommt.

## Beschreibung
Coenonympha amirica hat eine Vorderflügellänge von 17 bis 18 Millimeter. Die Flügeloberseiten haben eine schwarze Grundfarbe und sind zeichnungslos. Im Vorderflügelapex fehlt der Augenfleck, von der Basis bis zur Postdiskalregion sind sie kastanienbraun. Bei den Weibchen ist das Braun heller und reicht weiter zum Rand.
Die Unterseite sieht genauso aus, außer dass die schwarzen Bereiche, besonders bei den Weibchen, schwach mit gelben Schuppen bedeckt sind. Auf den Hinterflügeln fehlen sämtliche Spuren von Ocellen, Bändern und sonstigen Zeichnungen. Manche Tiere (30 Prozent der Weibchen, 10 Prozent der Männchen) haben einen kleinen und schwachen Augenfleck im Vorderflügelapex, der aber nur auf der Unterseite sichtbar ist.

### Ähnliche Arten
- Coenonympha macmahoni, Syn. Lyela macmahoni (Swinhoe, 1908)
- Coenonympha myops, Syn. Lyela myops (Staudinger, 1881)
- Erebia discoidalis (Kirby, 1837) sieht Coenonympha amirica auf der Flügeloberseite sehr ähnlich

## Verbreitung
Coenonympha amirica kommt in Afghanistan im Koh-e-Baba-Gebirge auf 3100 bis 3700 Meter Höhe auf felsigen Hängen vor, die in niederen Lagen mit dornigen Pflanzen bewachsen sind. Die Falter wurden nie auf Ebenen angetroffen.

### Lebensweise
Die Falter wurden im Juni gesammelt. Über die Lebensweise ist nichts bekannt.

## Systematik
Coenonympha amirica wurde von Colin W. Wyatt 1961 nach einer Sammlungsreise in Afghanistan anhand von 79 Exemplaren als Lyela amirica beschrieben. Die Typusexemplare stammen aus Band-e-Amir, Hazara.
Von vielen Autoren wird die Art der aus drei Arten bestehenden Gattung Lyela Swinhoe, 1908 zugeordnet, die von Kodandaramaiah und Wahlberg 2009 mit Coenonympha synonymisiert wurde, da die Arten zusammen mit Coenonympha nolckeni eine Klade bilden.